# 四亩地镇
四亩地镇，是中华人民共和国陕西省安康市宁陕县下辖的一个乡镇级行政单位。

## 行政区划
四亩地镇下辖以下地区：
四亩地镇街道社区、四亩地村、四树坪村、严家坪村、柴家关村和泰山坝村。